# Aguida Amaral
Agueda Fatima Amaral, talvolta accreditata come Aguida Amaral (Dili, 27 maggio 1972), è un'ex maratoneta est-timorese.
Amaral è stata una delle prime atlete a rappresentare il piccolo paese asiatico ai Giochi olimpici con la sua partecipazione a Sydney 2000 con la delegazione degli Atleti Olimpici Individuali.
Ha partecipato ufficialmente con Timor Est alle Olimpiadi di Atene 2004, occasione in cui è stata portabandiera della delegazione nel corso della cerimonia d'apertura.

## Biografia
Amaral viveva a Dili durante la crisi di Timor Est del 1999 e fu costretta a scappare in un campo rifugiati mentre le città venivano saccheggiate e bruciate. Si è allenata a piedi scalzi per i Giochi olimpici, finché l'Australia non le ha donato delle nuove scarpe per la competizione.

## Palmarès
| Anno                                | Manifestazione  | Sede     | Evento   | Risultato | Prestazione | Note |
| ----------------------------------- | --------------- | -------- | -------- | --------- | ----------- | ---- |
| Con gli Atleti Olimpici Individuali |                 |          |          |           |             |      |
| 2000                                | Giochi olimpici | Sydney   | Maratona | 43ª       | 3h10'55"    |      |
| In rappresentanza di Timor Est      |                 |          |          |           |             |      |
| 2004                                | Giochi olimpici | Atene    | Maratona | 65ª       | 3h18'25"    |      |
| 2005                                | Mondiali        | Helsinki | Maratona | dns       | dns         |      |